# Paravulsor impudicus
Genre
Espèce
Paravulsor impudicus, unique représentant du genre Paravulsor, est une espèce d'araignées aranéomorphes de la famille des Xenoctenidae.

## Distribution
Cette espèce est endémique du Brésil.

## Publication originale
- Mello-Leitão, 1922 : Novas clubionidas do Brasil. Archivos da Escola Superior de Agricultura e Medicina Veterinária, Niterói, vol. 6, p. 17-56.